# Valeriana elongata
Valeriana elongata är en kaprifolväxtart som beskrevs av Nikolaus Joseph von Jacquin. Valeriana elongata ingår i släktet vänderötter, och familjen kaprifolväxter. Inga underarter finns listade i Catalogue of Life.

## Bildgalleri

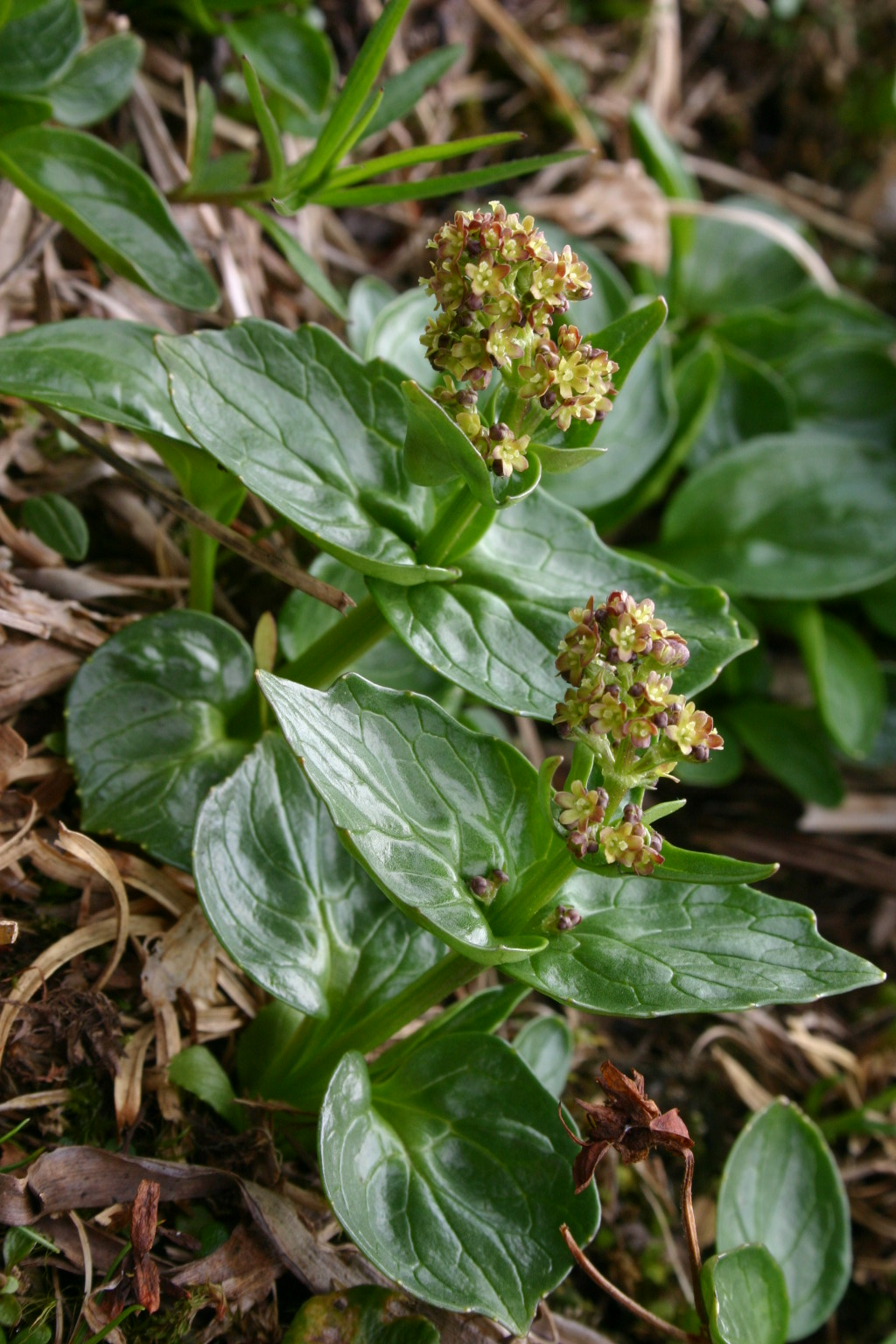
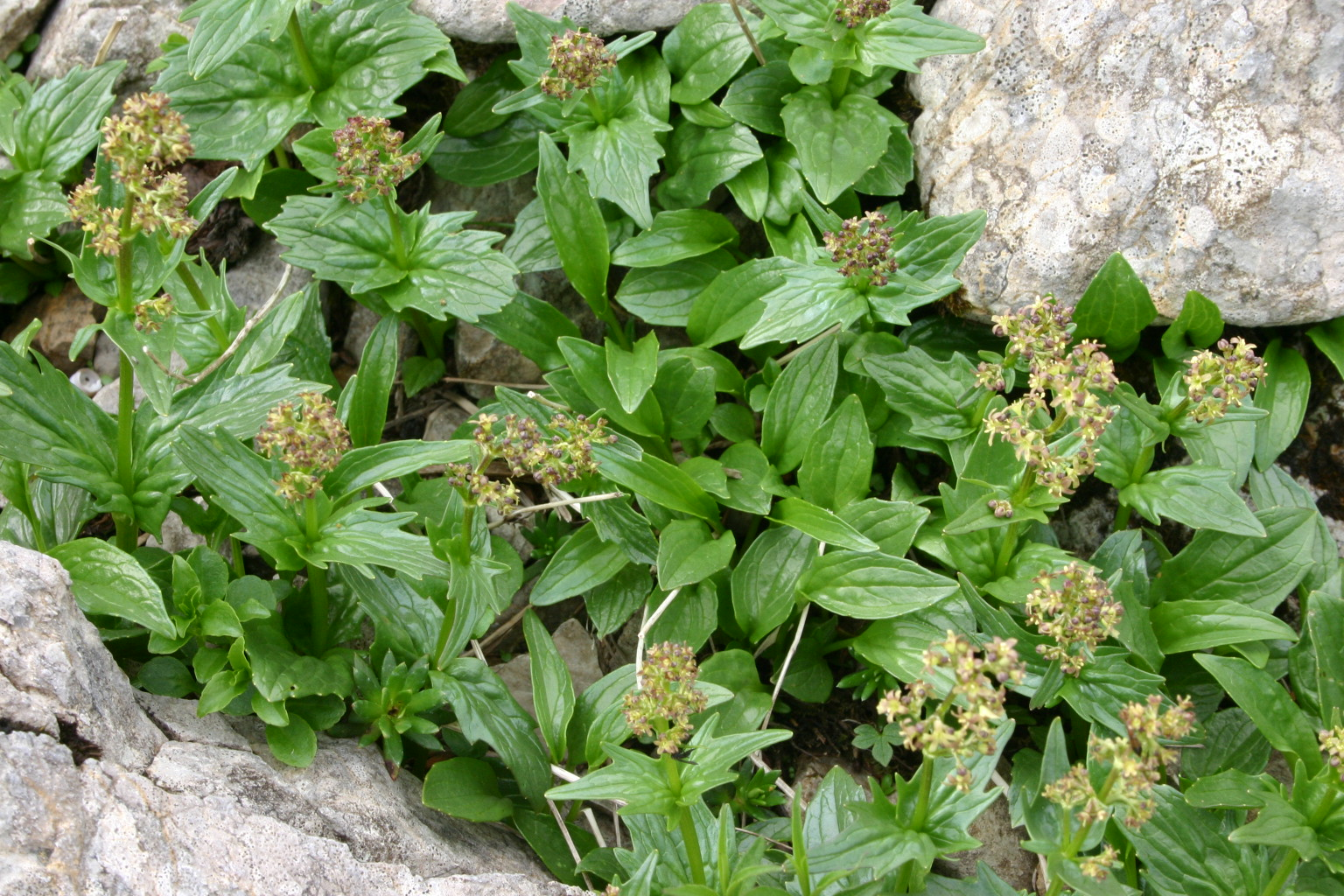
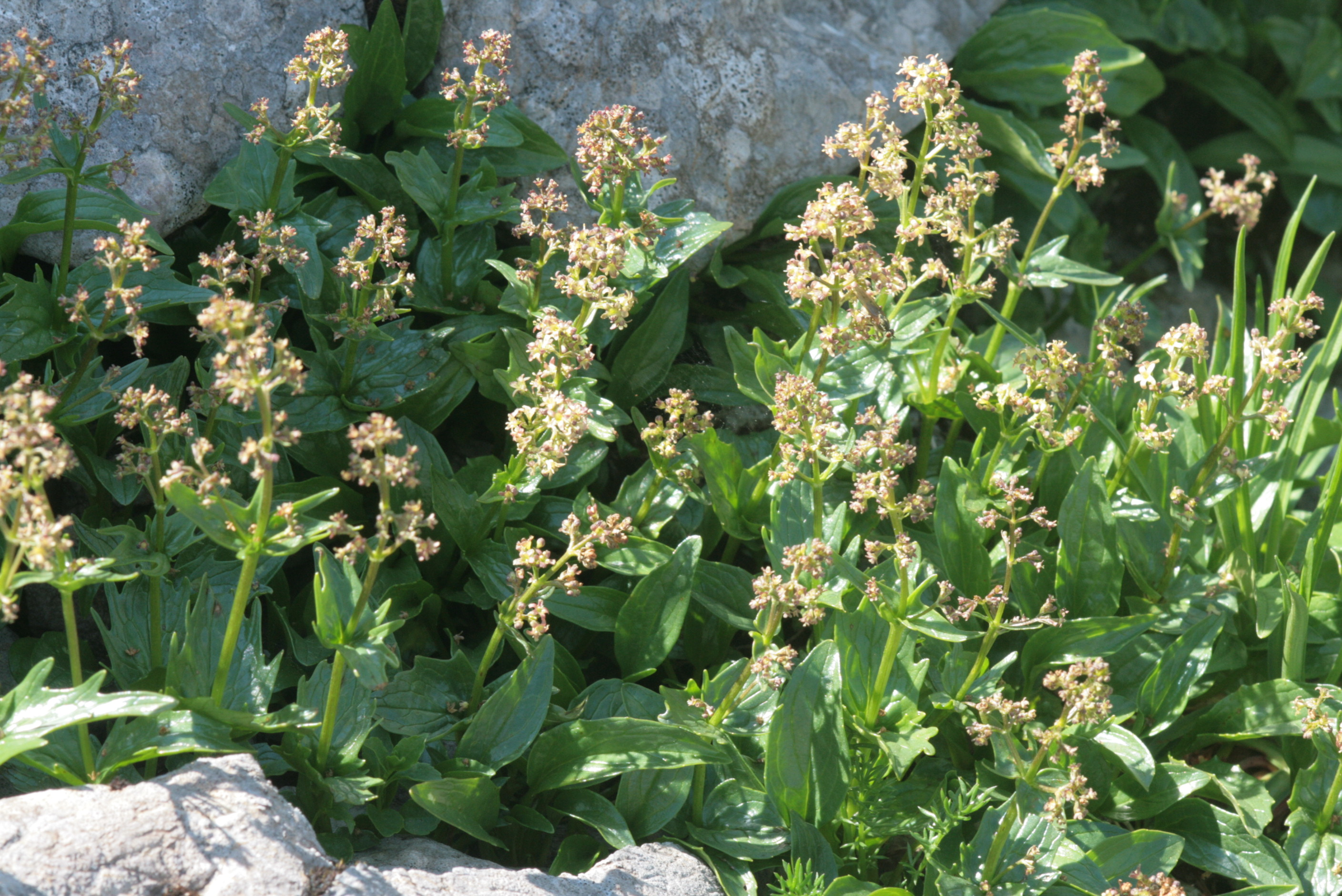
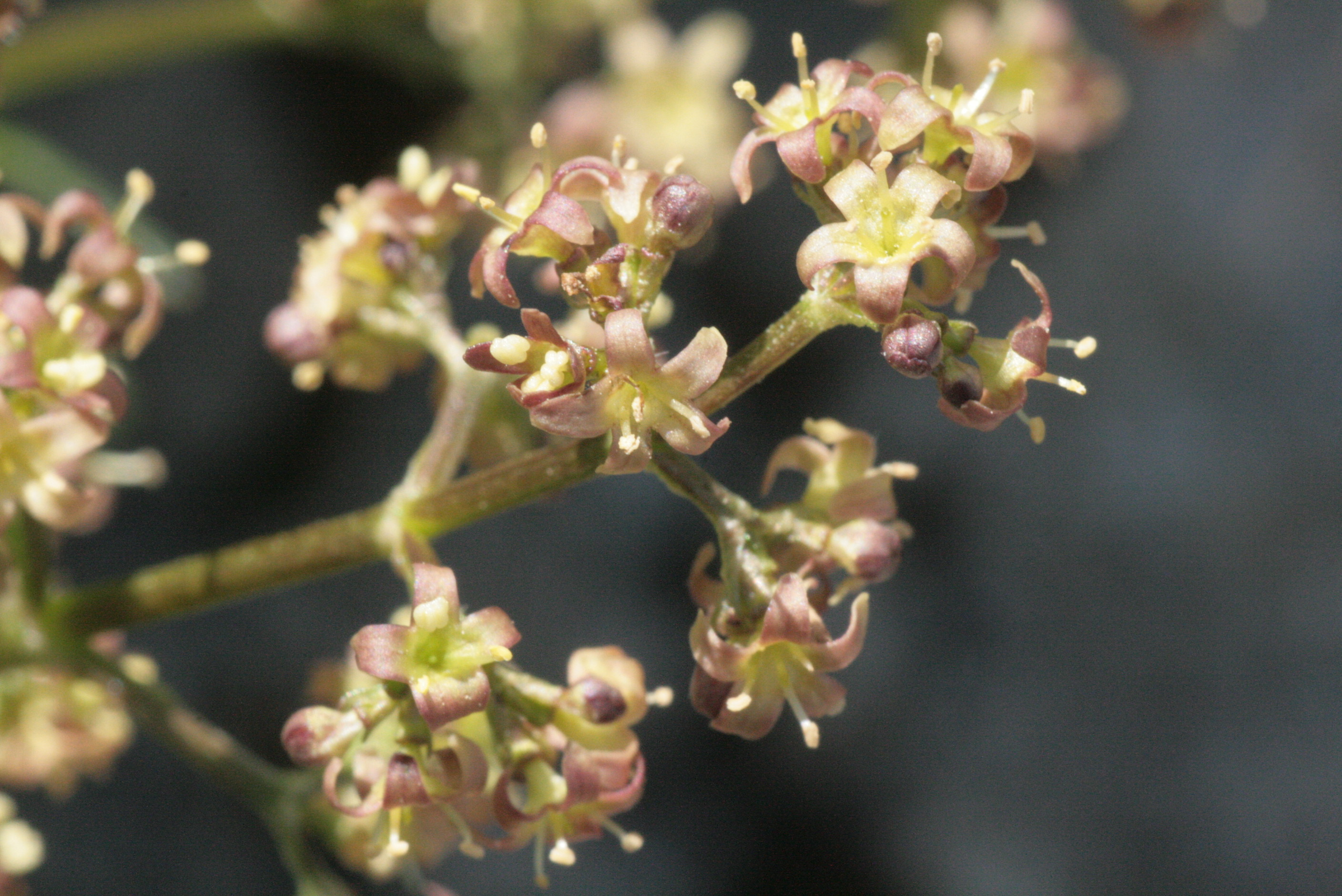
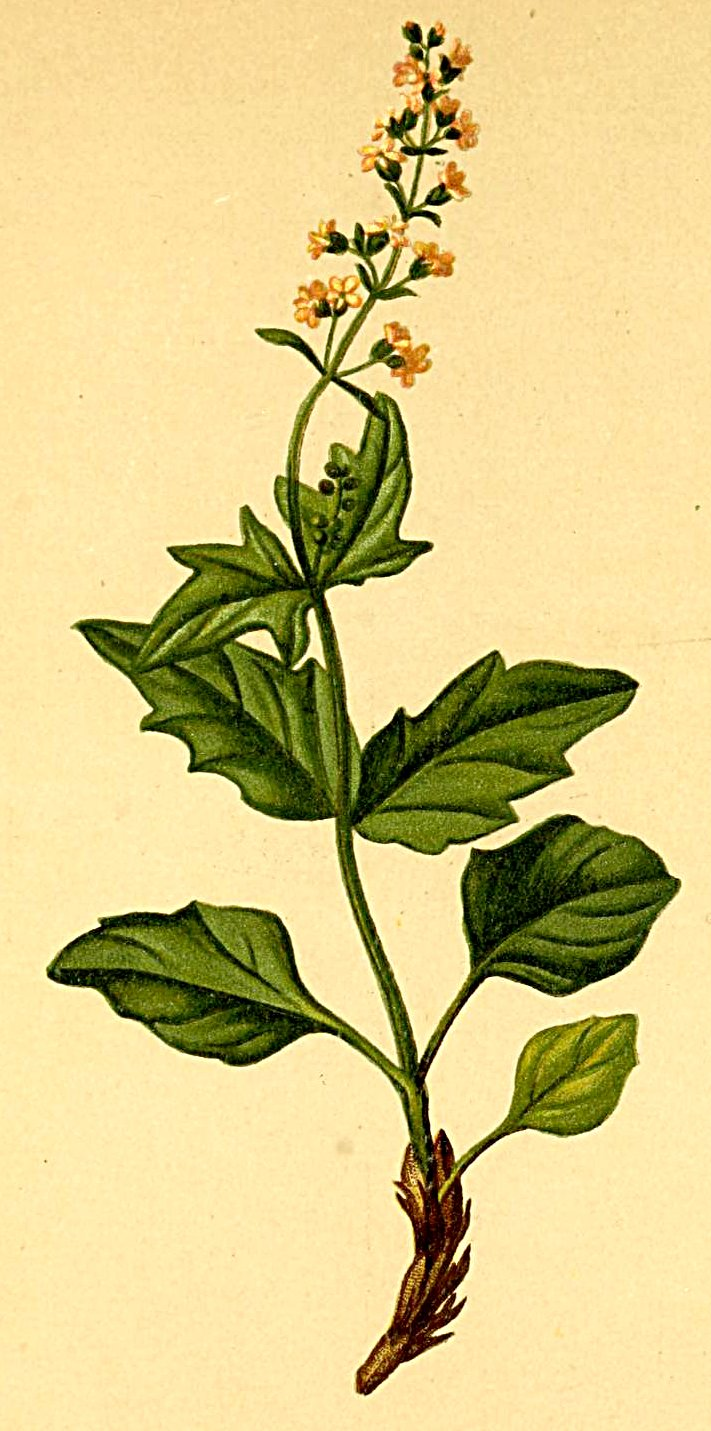